# SOPMOD
SOPMOD (Special Operations Peculiar Modification) é uma modificação numa arma de fogo, que permite ao soldado modificar a sua carabina instantaneamente de modo a desempenhar o papel desejado na missão.
Esse sistema é utilizado no Estados Unidos da América por soldados das operações especiais em missões do cotidiano. Fuzis SOPMOD com as dimensões exatas para a espingarda são utilizados no serviço militar ou para a aplicação da lei.
É muito usada em armas de grosso calibre e alto desempenho como, por exemplo, a M4A1 SOPMOD com vários acessórios em série.